# NGC 7107
NGC 7107 (другие обозначения — PGC 67209, ESO 287-52, AM 2139-450, IRAS21392-4501) — галактика в созвездии Журавль.
Этот объект входит в число перечисленных в оригинальной редакции «Нового общего каталога».
В галактике вспыхнула сверхновая SN 2005dc типа Ia, её пиковая видимая звездная величина составила 15,7.